# Street jazz
Le street jazz est un style de danse moderne du XXIe siècle. 

## Description
Le street jazz est une discipline à mi-chemin entre le hip-hop (ou new style[réf. souhaitée]) et le modern jazz. Ce style demande une certaine attitude, ainsi qu'un travail sur l'énergie, le rythme, les silences et les arrêts. Il s'inspire généralement de musiques actuelles pop, voire électro. Sur fond urbain, le street-jazz apporte précision, expressivité et coordination. Les mouvements sont amples, précis et très largement inspirés du style jazz.